# Biennale dell'Avana
La Biennale dell'Avana (in spagnolo, Bienal de La Habana) è una mostra di arte contemporanea che si tiene all'Avana ogni due anni a partire dal 1984.
La manifestazione si tiene nell'ex-Palazzo dei Conti di Peñalver ed è organizzato dal Centro Wifredo Lam. La mostra riunisce opere e artisti di differente nazionalità, solitamente selezionati in base a temi che riguardano l'America Latina e il Terzo mondo e riflette la scena artistica di Asia, Africa, Medio Oriente, America Latina e il Caribe.